# Anatoly Kolesov
Anatoly Ivanovich Kolesov (en ruso: Анатолий Иванович Колесов) (18 de enero de 1938 - 2 de enero de 2012) fue un luchador y entrenador ruso de la era soviética.
Ganó una medalla de oro en Juegos Olímpicos de Tokio 1964. También fue campeón del mundo en su categoría de peso en 1962, 1963 y 1965.